# Göppingen Gö 9
Die Göppingen Gö 9 war ein Experimentalflugzeug, das im Auftrag der Dornier-Werke von Schempp-Hirth Flugzeugbau gebaut wurde und 1940 in die Flugerprobung ging.

## Vorgeschichte
Die Firma Dornier verwendete an vielen Flugbooten zum Antrieb Zug- und Druckpropeller an Motoren in Tandemanordnung. Die Vorteile dieser Anordnung lagen im geringen Stirnwiderstand, so dass höhere Geschwindigkeiten und Reichweiten erzielt werden konnten. Bei Ausfall eines Motors entstanden keine asymmetrischen Effekte, was für die Flugeigenschaften vorteilhaft war.
1937 meldete Claude Dornier ein Patent für ein zweimotoriges Kampfflugzeug mit Tandemanordnung der Motoren an. Neu war am Reichspatent Nummer 728044, dass die beiden Motoren durch Flugzeugführerkabine und Kraftstoffbehälter getrennt waren. Der hintere Motor sollte mit einer Fernwelle den an einem Kreuzleitwerk angebrachten Druckpropeller antreiben, wodurch das Flugzeugheck schlanker gebaut werden konnte.

## Versuchsträger Gö 9
Die in Kirchheim unter Teck ansässige Firma Schempp-Hirth (SHK) wurde von Dornier beauftragt, einen kleinen, preiswerten Versuchsträger zu konstruieren und zu bauen, um die Betriebssicherheit einer Fernwelle unter Beweis zu stellen. Da SHK auf die Serienfertigung eingestellt war, erhielt der Entwicklungsbetrieb Wolf Hirth GmbH den Auftrag zur Entwicklung und Bau. Die Konstruktion des als Gö 9 bezeichneten Versuchsträgers wurde Ulrich Hütter übertragen. Als Basis seiner Konstruktion diente das Modell der Dornier Do 17 im Maßstab 1:2,5. Wie im Patent besaß es ein Kreuzleitwerk und ein Bugrad. Als Motor diente ein luftgekühlter Vierzylinder-Reihenmotor Hirth HM 60R mit einer Leistung von 80 PS (59 kW), der über eine 4 m lange Fernwelle einen hölzernen Vierblatt-Propeller antrieb. Nach einer Reihe von Standläufen wurde das Flugzeug im Juni 1941 in Oberpfaffenhofen von einer Do 17 in die Luft geschleppt, wo der Testpilot Hermann Quenzler die Gö 9 auskuppelte und den Erstflug erfolgreich durchführte. Danach erfolgten Starts mit eigenem Antrieb. Der Druckpropeller zeigte seine Vorteile, da der Luftschraubenstrahl ungestört von Rumpf und Tragflächen nach hinten abfließen und mit dem 80-PS-Motor eine Fluggeschwindigkeit von 220 km/h erreicht werden konnte. Bei Dornier begann daraufhin der Entwurf eines Schnellbombers, obwohl noch kein offizieller Auftrag durch das RLM vorlag. Erst 1942 erfolgte die Ausschreibung eines Schnellbombers.
Die Erfahrungen mit der Gö 9 flossen in den Entwurf der Do 335 ein.

## Technische Daten
| Kenngröße             | Daten                                          |
| --------------------- | ---------------------------------------------- |
| Besatzung             | 1                                              |
| Länge                 | 6,80 m                                         |
| Spannweite            | 7,20 m                                         |
| Flügelfläche          | 8,8 m²                                         |
| Flügelstreckung       | 5,9                                            |
| Flächenbelastung      | 82 kg/m²                                       |
| max. Startmasse       | 720 kg                                         |
| Höchstgeschwindigkeit | 220 km/h                                       |
| Triebwerk             | ein Reihenmotor Hirth HM 60R mit 80 PS (59 kW) |